# Fakku
Fakku (Eigenschreibweise FAKKU! oder F!) ist der weltweit größte englischsprachige Publisher von pornografischen Comics (Hentai). Die Website erreicht über eine Milliarde Aufrufe pro Monat und hat ca. neun Millionen aktive Besucher. Eine halbe Million Menschen besitzt ein registriertes Konto.
Im Kern handelt es sich bei Fakku! um einen Videoaggregator, der Besucher mit japanischen Adult-Mangas und Dōjinshi versorgt. Zunächst waren lediglich Seitenadministratoren berechtigt Werke auf der Plattform zu publizieren. Später wurde dies auf die Community ausgeweitet, wodurch es Übersetzern möglich war eine breitere Leserschaft zu erreichen.
Fakku! und dessen Gründer Jacob Grady arbeiten mit der japanischen TV-Persönlichkeit Danny Choo zusammen und unterhielten bereits mehrere gemeinsame Community-Treffen während der Anime Expos von 2010 bis 2012, die auf eine rege Zuschauerschaft stießen.

## Geschichte

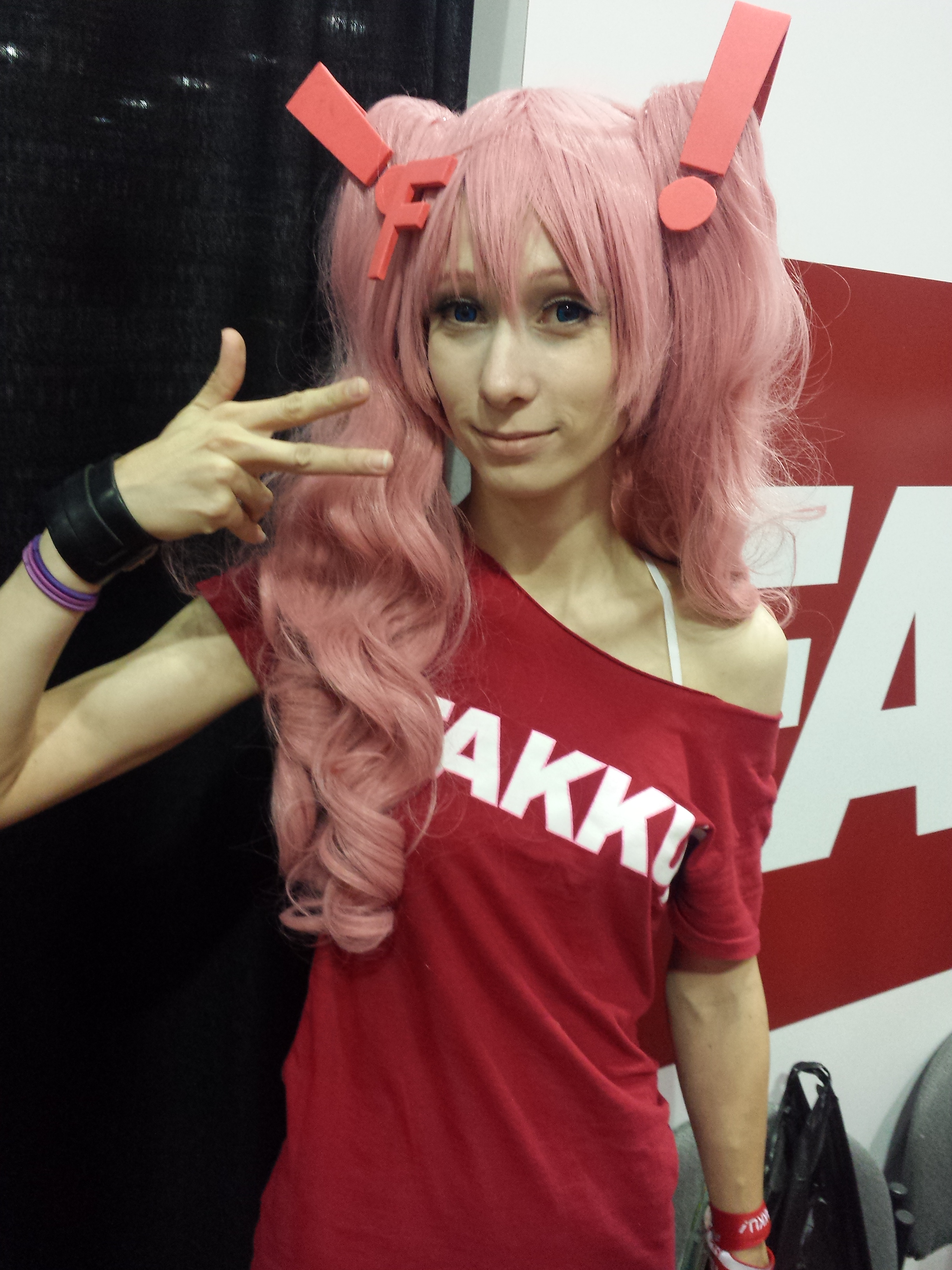
Cosplayerin während der Anime Expo 2015

Fakku! wurde im Dezember 2006 von Jacob Grady, der zu diesem Zeitpunkt Informatik in Massachusetts studierte, gestartet. Die Entwicklung fand unter der Codebezeichnung „AAH“ bzw. „All About Hentai“ – was später als Slogan für die Website genutzt wurde – entwickelt. Brady nutzte anfangs das Geld aus seinem Studienkredit um die Server- und Bandbreitenkosten finanzieren zu können, was sich sehr schnell als nicht nachhaltig erwies und die Seite kurz darauf geschlossen werden musste. Erst im Juli 2007 konnte die Seite durch Crowdfunding erneut geöffnet werden.
Im Juli des Jahres 2011 schloss Fakku einen Streaming-Lizenzvertrag mit Kitty Media, einer Tochter des Unternehmens Media Blast ab und stieg so in die Streaming-Branche ein. Der erste gezeigte Titel war Immoral Sisters. Beide Versionen, sowohl die OmU- als auch die übersetzte Version, wurde der Community frei zur Verfügung gestellt. Im Juni 2014 gab das Unternehmen die Partnerschaft mit dem Hentai-Manga-Verlag Wanimagazine bekannt um sämtliche Titel des Magazins in englischer Sprache auf digitaler und physischer Basis zu veröffentlichen. Im Dezember 2015 kündigte Fakku eine Crowdfunding-Kampagne auf Kickstarter.com an, um das Werk Urotsukidōji des Erotik-Mangakas Toshio Maeda auf Englisch zu veröffentlichen. Die Crowdfunding-Aktion sollte ein erster Schritt sein um weitere seiner Werke publizieren zu können. Die Kampagne startete im Juni 2016 und dauerte vier Wochen. Sie avancierte zu einem Erfolg.
Im Juli 2016 akquirierte Fakku den Ero-guro-Manga Koi no Choujikuuhou des Mangaka Shintaro Kago sowie den Manga Aiko no Ma-chan von Arisa Yamamoto. Im Jahr 2017 nahm Fakku! die drei Magazine Girls forM, Comic Bavel und Comic Europa ins Sortiment auf. Im November gleichen Jahres übernahm Fakku! Kitty Media. Im Dezember 2018 gab der Betreiber der Fansub-Hentai-Streamingseite HentaiHaven bekannt eine Zusammenarbeit mit Fakku! bekannt, nachdem diese einen Tag vor der Bekanntgabe aufgrund finanzieller Probleme vom Netz genommen wurde. HentaiHaven wurde am 12. Mai 2019 wieder zugänglich gemacht. Zwischenzeitlich gab es Streitigkeiten zwischen dem Publisher und dem früheren Seitenbetreiber. Diese wurden inzwischen beigelegt. Grady gab zu, dass HentaiHaven für ihn ein Dorn im Auge gewesen sei, da die Seite bei Suchanfragen auf Google nach Hentai in den Vereinigten Staaten vor Fakku! gelistet wurde, obwohl Fakku! als einziger offizieller Publisher für Adult-Manga und pornografische Animationen in den USA gilt.
Fakku startete eine Zusammenarbeit mit dem virtuellen Camgirl Projekt Melody. Im Zuge der weltweiten COVID-19-Pandemie startete Fakku! die Aktion „Stay Home. FAKKU! is Free.“ bei der das Unternehmen sämtliche Dōjinshi und Adult-Manga in englischer Sprache für nicht registrierte Nutzer zum kostenfreien Abruf bereitstellt.

## Verlag
Im Juni 2014 startete Fakku! eine Partnerschaft mit dem japanischen Verlag Wanimagazine und eröffnete mit Fakku Books seinen eigenen Verlag bei dem unter anderem Werke von Wanimagazine in englischer Sprache veröffentlicht werden.

## Kitty Media
Nachdem Fakku! eine Partnerschaft mit Kitty Media begonnen hatte, erwarb das Unternehmen die Tochter von Media Blasters und dessen gesamten Katalog. Fakku! übernimmt seitdem den digitalen Vertrieb während der physische Vertrieb nach wie vor durch Media Blasters gewährleistet ist.

## Fakku Games
Im Jahr 2018 veröffentlichte Fakku! unter seinem im Jahr zuvor gegründeten Label Fakku Games mit Honey Select Unlimited ihr erstes selbstentwickeltes Videospiel.